# 유토피아 (2013년 드라마)
《유토피아》(Utopia)는 2013년 1월 15일부터 2014년 8월 12일까지 채널 4에서 방영된 텔레비전 드라마이다.